# あやめ十八番
あやめ十八番は日本の劇団。2012年旗揚げ。

## 概要
花組芝居所属の堀越涼の作・演出による舞台を上演する劇団、個人ユニット。

『他人の為に生きる尊さ』を団体の命題に掲げ、本当の幸せってなんだろう？を演劇によって模索している。

## 構成員
- 代表：堀越涼（作／演出／俳優）
- 副代表：大森茉利子（俳優）
- 金子侑加（俳優）
- 吉田能（音楽／俳優）
- 中野亜美（俳優）

## 公演作品

### 舞台
- 2012年6月 - 『八坂七月諏訪さん九月』（一人芝居　Mrs.fictions『15 Minutes Made Volume11』参加作品）[1]
- 2012年7月 - 『Love potion #9』（Borobon 企画『涼水～すずみ～』参加作品）
- 2013年4月 - 『淡仙女』（アトリエ公演）
- 2013年6月 - 『伊勢系 水巴』（一人芝居　エムキチビート『Fight Alone3rd』参加作品）
- 2013年9月 - 『長井古種 かすり乙女』（□字ック主催『鬼 FES.2013』参加作品）[2]
- 2014年3月 - 『江戸系 諏訪御寮』
- 2014年7月 - 『肥後系 新水色獅子』
- 2015年1月 - 『肥後系 雪燈篭』（大森茉利子一人芝居　『APO FES2015』参加作品）[3]
- 2015年4月 - 『長井古種 日月』
- 2015年4月 - 『伊勢系 薄化粧』（能天気LIVE「雨夜の月に提灯を。」参加作品）
- 2015年7月 - 『雑種 晴姿』（番外公演）
- 2016年5月 - 『ゲイシャパラソル』『江戸系 諏訪御寮』
- 2016年8月 - 『雑種 花月夜』（番外公演）
- 2016年12月 - 『霓裳羽衣』[4][5]
- 2017年4月 - 『ダズリング＝デビュタント』
- 2017年9月 - 東京・大阪二都市公演『三英花 煙夕空』
- 2018年6月 - 『ゲイシャパラソル』
- 2019年7月 - 『しだれ咲き サマーストーム』
- 2020年11月 - 『江戸系 宵蛍』[6]
- 2021年10月 - 『音楽劇 百夜車』
- 2022年9月 - 『空蝉』
- 2023年8月 - 『六英花 朽葉』

### 映像
- 2014年8月 - 『江戸系 紅千鳥』[7]
- 2015年9月 - 『江戸系 猿踊』

## 受賞歴
- 2014年 第3回クォータースターコンテスト優秀作品賞[8]（『江戸系 紅千鳥』）
- 2015年 第4回クォータースターコンテスト優秀作品賞[9]（『江戸系 猿踊』）
- 2016年 2016年度佐藤佐吉賞 最優秀作品賞 他[10][11][12]（『雑種 花月夜』）
- 2020年 CoRich舞台芸術アワード！2020 第8位[13]（『江戸系 宵蛍』）